# Middle of the Road/Diskografie
Diese Diskografie ist eine Übersicht über die musikalischen Werke der schottischen Popgruppe Middle of the Road. Den Quellenangaben zufolge hat sie bisher mehr als 13,5 Millionen Tonträger verkauft. Ihre erfolgreichste Veröffentlichung ist die Single Chirpy Chirpy Cheep Cheep mit über zehn Millionen verkauften Einheiten.

## Alben

### Studioalben
| Jahr | Titel                     | Höchstplatzierung, Gesamtwochen, AuszeichnungChartplatzierungen (Jahr, Titel, Platzierungen, Wochen, Auszeichnungen, Anmerkungen) | Höchstplatzierung, Gesamtwochen, AuszeichnungChartplatzierungen (Jahr, Titel, Platzierungen, Wochen, Auszeichnungen, Anmerkungen) | Höchstplatzierung, Gesamtwochen, AuszeichnungChartplatzierungen (Jahr, Titel, Platzierungen, Wochen, Auszeichnungen, Anmerkungen) | Höchstplatzierung, Gesamtwochen, AuszeichnungChartplatzierungen (Jahr, Titel, Platzierungen, Wochen, Auszeichnungen, Anmerkungen) | Höchstplatzierung, Gesamtwochen, AuszeichnungChartplatzierungen (Jahr, Titel, Platzierungen, Wochen, Auszeichnungen, Anmerkungen) | Anmerkungen                         |
| Jahr | Titel                     | DE | AT | CH | UK | NO | Anmerkungen                         |
| ---- | ------------------------- | --- | --- | --- | --- | --- | ----------------------------------- |
| 1971 | Chirpy Chirpy Cheep Cheep | — | — | — | — | NO3 (22 Wo.)NO | Erstveröffentlichung: Juli 1971     |
| 1972 | Acceleration              | DE13 (7 Wo.)DE | — | — | — | NO2 (27 Wo.)NO | Erstveröffentlichung: Januar 1972   |
| 1973 | Drive On                  | DE48 (1 Wo.)DE | — | — | — | — | Erstveröffentlichung: Mai 1973      |
| 1973 | Music Music               | DE45 (1 Wo.)DE | — | — | — | — | Erstveröffentlichung: November 1973 |

grau schraffiert: keine Chartdaten aus diesem Jahr verfügbar
Weitere Studioalben
- 1971: Sacramento
- 1974: Postcard
- 1974: You Pays Yer Money and You Takes Yer Chance
- 1975: Dice
- 1976: Black Gold
- 1976: Flying High
- 1981: Something Old Something New
- 1982: Gold
- 1987: Today
- 1989: Starke Zeiten
- 1994: A New Chapter

### Kompilationen
- 1973: The Best Of
- 1976: Greatest Hits
- 1989: The Very Best Of
- 1989: Middle of the Road
- 1990: The Original Hits
- 1995: 16 Neuaufnahmen der Superhits
- 1998: The Collection
- 2004: Nur das Beste
- 2009: Hit Collection
- 2010: The RCA Years

## Singles
| Jahr | Titel Album                                              | Höchstplatzierung, Gesamtwochen, AuszeichnungChartplatzierungen (Jahr, Titel, Album, Platzierungen, Wochen, Auszeichnungen, Anmerkungen) | Höchstplatzierung, Gesamtwochen, AuszeichnungChartplatzierungen (Jahr, Titel, Album, Platzierungen, Wochen, Auszeichnungen, Anmerkungen) | Höchstplatzierung, Gesamtwochen, AuszeichnungChartplatzierungen (Jahr, Titel, Album, Platzierungen, Wochen, Auszeichnungen, Anmerkungen) | Höchstplatzierung, Gesamtwochen, AuszeichnungChartplatzierungen (Jahr, Titel, Album, Platzierungen, Wochen, Auszeichnungen, Anmerkungen) | Höchstplatzierung, Gesamtwochen, AuszeichnungChartplatzierungen (Jahr, Titel, Album, Platzierungen, Wochen, Auszeichnungen, Anmerkungen) | Anmerkungen                                               |
| Jahr | Titel Album                                              | DE | AT | CH | UK | NO | Anmerkungen                                               |
| ---- | -------------------------------------------------------- | --- | --- | --- | --- | --- | --------------------------------------------------------- |
| 1970 | Chirpy Chirpy Cheep Cheep                                | DE2 Gold · (29 Wo.)DE | AT2 (4 Wo.)AT | CH1 (20 Wo.)CH | UK1 (34 Wo.)UK | NO1 (24 Wo.)NO | Erstveröffentlichung: Oktober 1970 Verkäufe: + 10.000.000 |
| 1971 | Tweedle Dee Tweedle Dum Chirpy Chirpy Cheep Cheep        | DE15 (21 Wo.)DE | — | — | UK2 (17 Wo.)UK | NO6 (7 Wo.)NO | Erstveröffentlichung: Juni 1971 Verkäufe: + 2.000.000     |
| 1971 | Soley Soley Acceleration                                 | DE2 Gold · (24 Wo.)DE | — | CH1 (19 Wo.)CH | UK5 (12 Wo.)UK | NO1 (22 Wo.)NO | Erstveröffentlichung: Oktober 1971 Verkäufe: + 1.000.000  |
| 1972 | Sacramento (A Wonderful Town) Acceleration               | DE1 Gold · (27 Wo.)DE | — | CH1 (16 Wo.)CH | UK23 (7 Wo.)UK | NO1 (18 Wo.)NO | Erstveröffentlichung: Januar 1972 Verkäufe: + 500.000     |
| 1972 | Samson and Delilah Acceleration                          | DE2 (24 Wo.)DE | — | CH3 (12 Wo.)CH | UK26 (6 Wo.)UK | NO11 (1 Wo.)NO | Erstveröffentlichung: März 1972                           |
| 1972 | Bottoms Up Drive On                                      | DE2 (23 Wo.)DE | — | — | — | NO8 (3 Wo.)NO | Erstveröffentlichung: September 1972                      |
| 1973 | Yellow Boomerang Drive On                                | DE6 (20 Wo.)DE | AT14 (8 Wo.)AT | CH2 (12 Wo.)CH | — | NO8 (3 Wo.)NO | Erstveröffentlichung: Februar 1973                        |
| 1973 | Kailakee Kailako Drive On                                | DE29 (8 Wo.)DE | — | CH5 (6 Wo.)CH | — | — | Erstveröffentlichung: Juli 1973                           |
| 1973 | Samba d’Amour Music Music                                | DE35 (5 Wo.)DE | — | — | — | — | Erstveröffentlichung: September 1973                      |
| 1973 | Honey No Drive On                                        | DE31 (5 Wo.)DE | — | CH5 (9 Wo.)CH | — | — | Erstveröffentlichung: Dezember 1973                       |
| 1974 | Rockin’ Soul You Pays Yer Money and You Takes Yer Chance | DE31 (2 Wo.)DE | — | — | — | — | Erstveröffentlichung: April 1974                          |
| 1976 | Everybody Loves a Winner –                               | DE43 (2 Wo.)DE | — | — | — | — | Erstveröffentlichung: Februar 1976                        |

grau schraffiert: keine Chartdaten aus diesem Jahr verfügbar
Weitere Singles
- 1970: Yellow River
- 1970: I Can’t Tell the Bottom from the Top
- 1971: The Talk of All the U.S.A.
- 1974: Bonjour ça va
- 1974: Sole Giallo (San Remo Festival)
- 1975: Hitchin’ a Ride in the Moonlight
- 1975: Happy Song
- 1981: The Medley

## Statistik

### Chartauswertung
|                     | DE    | AT    | CH    | UK    | NO    |
| ------------------- | ----- | ----- | ----- | ----- | ----- |
| Nummer-eins-Alben   | DE—DE | AT—AT | CH—CH | UK—UK | NO—NO |
| Top-10-Alben        | DE—DE | AT—AT | CH—CH | UK—UK | NO2NO |
| Alben in den Charts | DE3DE | AT—AT | CH—CH | UK—UK | NO2NO |

|                       | DE     | AT    | CH    | UK    | NO    |
| --------------------- | ------ | ----- | ----- | ----- | ----- |
| Nummer-eins-Singles   | DE1DE  | AT—AT | CH3CH | UK1UK | NO3NO |
| Top-10-Singles        | DE6DE  | AT1AT | CH7CH | UK3UK | NO6NO |
| Singles in den Charts | DE12DE | AT2AT | CH7CH | UK5UK | NO7NO |

### Auszeichnungen für Musikverkäufe
Anmerkung: Auszeichnungen in Ländern aus den Charttabellen bzw. Chartboxen sind in ebendiesen zu finden.
| Land/RegionAuszeichnungen für Musikverkäufe (Land/Region, Auszeichnungen, Verkäufe, Quellen) | Gold     | Platin | Verkäufe  | Quellen         |
| -------------------------------------------------------------------------------------------- | -------- | ------ | --------- | --------------- |
| Deutschland (BVMI)                                                                           | 3× Gold3 | —      | 2.000.000 | Einzelnachweise |
| Insgesamt                                                                                    | 3× Gold3 | —      |           |                 |